# Nesomomus fasciculosus
Nesomomus fasciculosus là một loài bọ cánh cứng trong họ Cerambycidae.